# Reguladores do Condado de Lincoln
Os Reguladores do Condado de Lincoln ou simplesmente "Os Reguladores de Lincoln" foi uma milícia particular que participou do conflito conhecido como Guerra do Condado de Lincoln no Novo México, Estados Unidos. Sob a nomeação do Juiz de paz da cidade de Lincoln, o grupo foi encarregado de capturar e levar à Justiça os assassinos do empresário e fazendeiro John H. Tunstall. Foi inicialmente liderado pelo rancheiro e encarregado principal de Tunstall, o condestável Richard Brewer.

## História

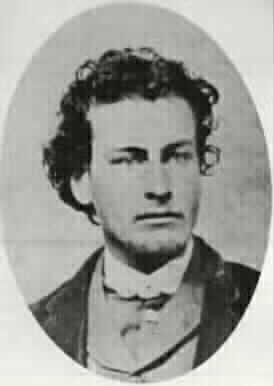
Richard "Dick" Brewer, líder e fundador dos Reguladores.

O grupo era formado majoritariamente por funcionários da fazenda de Tunstall e John Chisum, a maioria jovens adultos, mas alguns de seus membros ainda eram adolescentes. No seu círculo central, é provável que o membro mais velho fosse Samuel Smith, com 34 ou 35 anos no ano da guerra. Seguido de Doc Scurlock e Charlie Bowdre, ambos de 29 anos; Richard Brewer, líder do grupo com 28 anos, Frank Coe tinha 27 anos, John Middleton tinha 24, George Coe tinha 22, Henry Brown e Billy The Kid tinham ambos 19. Alguns outros sequer tinham alcançado os 18 anos, como era o caso de Yginio Salazar.
Grande parte dos integrantes do grupo já se conheciam ou mesmo mantinham laços de amizade anteriores ao conflito. Richard Brewer, Doc Scurlock e Charlie Bowdre já haviam trabalhado juntos, protegendo a propriedade de John Tunstall e perseguindo ladrões de gado e cavalos. William H. Bonney (Billy The Kid) havia se hospedado na fazenda de Frank Coe no inverno de 1877, os dois ficariam muito amigos. Segundo o próprio Frank; "Eu nunca estive em melhor companhia. Ele era muito bem humorado, e contava muitas histórias divertidas...Achava um toque de humor em tudo...mesmo nas horas de perigo, seu bom humor era visível...". Frank Coe era o primo mais velho do também Regulador George Coe e cunhado de James "Ab" Saunders.
A formação inicial, ou Iron Clad, era constituída pelos homens de Tunstall: Richard Brewer, eleito Condestável e líder do grupo, William Bonney, John Middleton, Henry Newton Brown e Fred Waite. Reforçada pelos recém integrados Doc Scurlock, Charlie Bowdre e pelos homens de John Chisum: Frank McNab, "Big Jim" French e Samuel "Tiger Sam" Smith. Após a eclosão do conflito, o grupo foi ganhando novos membros e aliados, chegando a contar com pelo menos 40 membros ao final da guerra. Dentre esses, destacaram-se os primos Frank e George Coe, José Chavez y Chavez, James Albert "Ab" Saunders, William McCloskey e Tom O'Folliard. Durante os últimos dias da Guerra o efetivo do bando foi engrossado pelos cowboys de Martin Chavez e Fernando Herrera, aliados de Tunstall, e antigos membros da força policial de Lincoln.
Durante seis meses os lados beligerantes se enfrentaram em tiroteios violentos, culminando no encerramento do conflito após a "Batalha de Lincoln" entre os dias 15 e 19 de Julho de 1878. Durante o conflito, o grupo foi liderado no meio político e civil por Alexander McSween e Robert Widenmann, antigos amigos e sócios de John Tunstall. Nas ações armadas foram liderados por Richard Brewer até sua morte durante o confronto em Blazer's Mill. Em seguida, a liderança foi assumida por Frank McNab, morto pelos Seven Rivers Warriors a 29 de Abril. O terceiro e último líder foi Doc Scurlock que liderou o grupo até o cerco à casa dos McSween.

## Depois da Guerra de Lincoln
Depois do fim do conflito, os Reguladores restantes fugiram de Lincoln e vagaram durante um bom tempo pelo Novo México, frequentando bailes mexicanos e cassinos em Fort Summer e outras cidades, enquanto tentavam escapar das autoridades e de seus inimigos na guerra. A 7 de Setembro, Billy e seus companheiros voltaram a Lincoln para roubar alguns cavalos no Rancho dos Fritz, onde McNab foi morto durante a guerra. Enquanto saíam de Lincoln com os animais roubados, Billy The Kid, Fred Waite, John Middlenton, Henry Brown e os primos Coe ajudaram Doc Scurlock e Charlie Bowdre a levar suas famílias para um lugar seguro longe de Lincoln e de seus inimigos. Os dois começaram a trabalhar no rancho de Peter Maxwell em Fort Summer por algum tempo. Middleton, Billy, O'Folliard e Waite venderam os cavalos roubados em Tascosa, Texas.
Em pouco tempo o grupo se desintegrou, e todos os Reguladores com exceção de Billy, Charlie e O'Folliard fugiram de Fort Summer. Frank e George Coe mudaram-se para Farmington no norte do Novo México. Alguns desses sobreviventes abandonaram para sempre a vida como pistoleiros, incluindo Frank Coe, Doc Scurlock e George Coe que morreram pacificamente de causas naturais. Acredita-se que Samuel "Tiger Sam" Smith tenha sido morto por índios Apache em 1880. Outras fontes dizem que foi morto durante um assalto a uma estação ferroviária em Wyoming, no ano de 1883; Fred Waite, de origem indígena, voltou para seu estado natal em Oklahoma, onde serviu como policial da Reserva onde nasceu. Mais tarde tornou-se político e foi apontado como Secretário Geral da Nação Chickasaw. Morreu de febre reumática em 1895; José Chavez y Chavez, teria se alistado como membro da milícia Lincoln County Mounted Rifles, responsável por capturar criminosos foragidos da região. O grupo foi desfeito e Chavez seguiu para Las Vegas onde teria desafiado Robert Ford para um duelo, que este recusou. Sua vida como fora-da-lei durou até 23 de Novembro de 1897, quando foi preso. Sob o perdão do governador, foi libertado em janeiro de 1909. Faleceu aos 72 anos em 17 de Julho de 1923.
Billy The Kid, Tom O'Folliard e Charlie Bowdre continuaram a roubar gado e cometer pequenos furtos no Novo México. A 19 de Dezembro de 1880, Tom O'Folliard seria morto por Pat Garrett e seus homens em Fort Summer; Charlie Bowdre foi morto em Stinking Springs em 23 de Dezembro do mesmo ano. Na noite de 14 de Julho de 1881, Billy foi morto pessoalmente por Pat Garrett em Fort Summer, enquanto estava escondido no rancho de um velho amigo, Peter Maxwell.

## Os Reguladores do Condado Lincoln

### Representantes no Meio Político-Civil
- Alexander McSween (1843-1878).[17] †
- Robert Widenmann (1852-1930).[18]

### Composição Inicial (O "Iron Clad")[19]
Durante seu juramento, os membros fundadores foram apelidados de ironclad (do português couraça ou armadura), pois representavam o cerne da organização na luta contra a facção de James Dolan. Acredita-se que o número total de Reguladores variava entre 40 e 50 membros ao final do conflito.
- Richard "Dick" Brewer. †
- Francis "Frank" McNab. †
- Josiah "Doc" Scurlock.
- Charlie Bowdre (1848-1880).[21]
- William Henry Bonney.
- Samuel "Tiger Sam" Smith (1843-1880 ou 1883).[22]
- Jim French (1855?-1895?).[23]
- John Middleton.
- Henry Newton Brown.
- Frederick "Fred" Waite (1853-1895).[24]

### Principais Recrutados
- George Washington Coe (1856-1941).[25]
- Benjamin Franklin "Frank" Coe
- Jose Chavez y Chavez (1851-1923).[26]
- Steven "Steve" Stephens.
- Tom O'Folliard (1858-1880).[27]
- James Albert "Ab" Saunders
- Joe Smith.
- Tom Cullins. †
- Yginio Salazar (1863-1936).[28]
- William McCloskey. †
- Vicente Romero. †
- Francisco Zamora. †
- Ignacio Gonzales.
- John Scroggins.

## Possível Foto do Grupo
Uma foto datada de 1878 é tratada como um possível retrato dos principais Reguladores. Ela se encontra atualmente no Museu de Lincoln(o fórum da cidade na época).

## Citações na Mídia
- A história do grupo e do conflito de Lincoln, é retratada, em roteiro adaptado, no filme Young Guns de 1988. Estrelando Emilio Estevez, Charlie Sheen, Kiefer Sutherland, Jack Palance e Lou Diamond Phillips.
- No filme The Kid From Texas de 1950, o grupo também é retratado. Sem haver, no entanto,alguma ênfase especial a seus personagens, com exceção de Billy The Kid, que é interpretado por Audie Murphy.